# Thomas Howard (2e duc de Norfolk)
Pour les articles homonymes, voir Thomas Howard.
Titres
Duc de Norfolk
1er février 1514 – 21 mai 1524
(10 ans, 3 mois et 20 jours)
Comte de Surrey
28 juin 1483 – 1er février 1514
(30 ans, 7 mois et 4 jours)
Thomas Howard (1443, Stoke by Nayland (Suffolk) – 21 mai 1524, Framlingham), 1er comte de Surrey (1483-1514) puis 2e duc de Norfolk, comte Maréchal, est le fils unique de John Howard, 1er duc de Norfolk, par sa première épouse, Katherine Moleyns. Ministre et homme de guerre, il servit quatre rois d'Angleterre.

## Biographie

### Première années: au service d'Édouard IV
Thomas Howard, 2e duc de Norfolk, est le fils unique de John Howard (1er duc de Norfolk) et de sa première épouse, Katherine Moleyns († 3 novembre 1465)<. Il fut éduqué à la Grammar School de Thetford.
Il entra au service du roi Édouard IV comme page. Howard prit le parti du roi lorsqu’en 1469 la guerre éclata avec le comte de Warwick, et en 1470 il trouva refuge à Colchester tandis que le souverain fuyait en Hollande. Howard rejoignit l'armée royale lors du retour d’Édouard en Angleterre (1471), fut grièvement blessé à la Bataille de Barnet le 14 avril 1471, et fut nommé écuyer de la Garde en 1473. Le 14 janvier 1478 il était fait chevalier par Édouard IV lors du mariage du duc d’York avec Lady Anne Mowbray († 1483).

### Partisan de Richard III
À la mort d’Édouard IV le 9 avril 1483, Thomas Howard et son père John apportèrent leur soutien au frère du roi, le régent Richard de Gloucester, qui après avoir écarté de la succession les enfants d'Édouard, devient roi sous le nom de Richard III. Thomas portait l’épée de sacre lors du couronnement de Richard, et fut intendant lors du banquet qui suivit. Thomas et son père obtinrent des terres du nouveau roi, et Thomas se vit même octroyer une pension annuelle de 1 000 £. Le 28 juin 1483, John Howard était élevé au rang de duc de Norfolk, cependant que Thomas était créé comte de Surrey. Surrey fut admis au Conseil privé et décoré de l’Ordre de la Jarretière. L’automne suivant, les ducs de Norfolk et de Surrey réprimèrent la révolte du duc de Buckingham. Les deux Howard furent de proches courtisans de Richard tout au long de son règne de deux ans, et combattirent pour lui à Bosworth en 1485 : le comte de Surrey, blessé, fut fait prisonnier, et son père fut tué. Surrey fut démis de ses charges dès la première session du Parlement réuni par Henri VII, vit ses terres confisquées, et fut jeté dans les geôles de la Tour de Londres, où il devait passer trois ans.

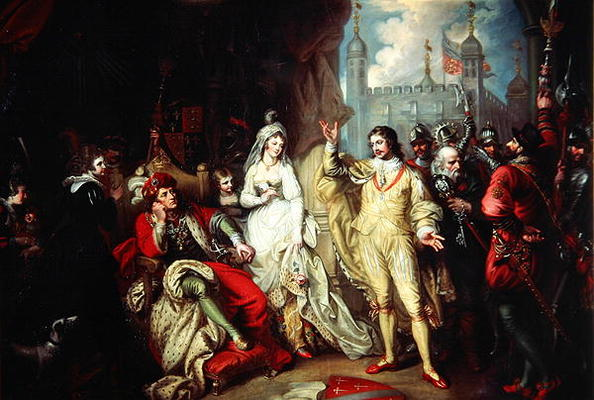
Norfolk justifiant devant Henri VII son allégeance à Richard III après la défaite de Bosworth Field.

### Retour en grâce sous le règne d’Henri VII
Howard se vit offrir la possibilité de s'enfuir lors de la révolte du comte de Lincoln en 1487, mais il refusa, peut-être pour persuader Henri VII de sa loyauté. En mai 1489, le roi Henri le rétablit en tant que comte de Surrey, bien que la plupart de ses terres demeurassent sous séquestre, et le dépêcha dans le Yorkshire pour mater une nouvelle jacquerie.
Surrey resta en fonction comme lieutenant du roi jusqu'en 1499. Il fut alors rappelé à la cour, et eut le privilège d’accompagner le roi d'Angleterre lors de sa visite en France l'année suivante.
En 1501 il était rappelé au Conseil de la Couronne, et le 16 juin nommé Lord Trésorier. Le comte de Surrey, l’évêque Richard Foxe (Lord du Sceau Privé) et l’archevêque William Warham (Lord Chancellor) formèrent désormais le triumvirat exécutif de la Couronne.
On confia à Howard de multiples missions diplomatiques : en 1501 il était impliqué dans les pourparlers en vue du mariage de Catherine d'Aragon avec le Prince de Galles, et en 1503 il amena Marguerite Tudor en Écosse pour la marier au roi Jacques IV.

### Henri VIII et les guerres d'Écosse
Surrey fut un des exécuteurs testamentaires du roi Henri VII (mort le 21 avril 1509), et il joua un rôle décisif dans l'avènement de Henri VIII, qu'il servit en tant que Comte Maréchal. Il concourut avec Thomas Wolsey pour le poste de premier ministre, mais reconnut finalement la suprématie de Wolsey. Le comte de Surrey s'attendait à ce qu'on lui confie la direction de l'expédition de 1513 en France, mais le roi partit pour Calais sans lui le 30 juin 1513. Peu après Jacques IV lança sa tentative d’invasion, et Surrey, en dépit d'une nette infériorité numérique, écrasa l'armée du roi Jacques dans les environs de Flodden avec l’appui d'autres barons et de ses fils Thomas et Edmund, le 9 septembre 1513. Les Écossais y perdirent quelque 10 000 hommes, et le roi Jacques fut tué. La victoire de Flodden assura au comte de Surrey une grande renommée et lui valut de royales récompenses. Le 1er février 1514 il était élevé au rang de duc de Norfolk, et son fils Thomas comte de Surrey. Père et fils reçurent du monarque terres et rentes annuelles, et les armoiries des Howard furent rehaussées, en honneur de la victoire de Flodden, d'un écusson portant le lion d’Écosse avec la gueule percée d'une flèche.

### Dernières années
Dans les dix dernières années de sa vie, le duc de Norfolk poursuivit sa carrière de courtisan, de diplomate et de général. En 1514, avec le cardinal Wolsey et l'évêque Foxe, il négocia le mariage de Marie Tudor au roi Louis XII de France, et accompagna la princesse en France pour son mariage. Le 1er mai 1517 (Evil May Day) il fit marcher 1300 mercenaires sur Londres pour réprimer la révolte des artisans. En mai 1521 il présidait au procès du duc de Buckingham en tant que Lord Grand Intendant. Selon Head, « les larmes coulaient sur ses joues lorsqu’il prononça la sentence de décapitation. »
Au printemps 1522 Norfolk, qui avait près de 80 ans, commença à voir sa santé décliner. Il se retira de la Cour, démissionna de sa charge de Lord Trésorier en faveur de son fils en décembre, et après avoir assisté à l'ouverture de la session du Parlement en avril 1523, se retira en son château ducal de Framlingham dans le Suffolk où il mourut le 21 mai 1524. Ses funérailles et son enterrement le 22 juin au prieuré de Thetford furent selon les témoins grandioses et très somptueux, leur coût dépassant les 1 300 £ : il comportait une procession de 400 pénitents cagoulés portant des torches, et le catafalque était surmonté de 100 effigies de cire et de 700 chandelles, un cortège digne du plus haut dignitaire et du premier pair d'Angleterre. Lors de la dissolution du prieuré de Thetford, les sépultures des Howard furent translatées dans l'église de l'archange Saint-Michel, à Framlingham. Une effigie monumentale en bronze représentant le 2e duc se trouvait naguère à Ste-Marie de Lambeth.

## Mariages et descendance
Le 30 avril 1472, Howard avait épousé Élisabeth Tilney, fille de Sir Frederick Tilney d’Ashwellthorpe dans le Norfolk, et veuve de Sir Humphrey Bourchier, tombé à Barnet, fils et héritier présomptif du baron John Bourchier de Berners,. Ils eurent pour enfants :
- Thomas Howard (3e duc de Norfolk)[2] ;
- Edward Howard[2],[7] ;
- Edmund Howard, père de la 5e femme d'Henri VIII, Catherine Howard[2],[8] ;
- Sir John Howard[2] ;
- Henry Howard[2];
- Charles Howard[2];
- Henry Howard (dit le Jeune)[2] ;
- Richard Howard[2] ;
- Élisabeth Howard, épousa Thomas Boleyn (1er comte de Wiltshire), donna naissance à Anne Boleyn, et à ce titre grand-mère de la Reine Élisabeth[2],[9] ;
- Muriel Howard († 1512), épousa en premières noces John Grey (vicomte de Lisle) († 1504), et en secondes noces Sir Thomas Knyvet[2],[10] ;
- une fille décédée prématurément[11].

La première femme du comte de Surrey mourut le 4 avril 1497, et le 8 novembre 1497 il épousa, par dispense en date du 17 août 1497, sa cousine, Agnès Tilney, fille d'Hugh Tilney de Skirbeck et Boston (Lincolnshire). Ils eurent pour enfants :
- William Howard (1er baron Howard d'Effingham) [12] ;
- Thomas Howard (1511 † 1537)[12],[13] ;
- Richard Howard († 1517)[11] ;
- Dorothy Howard, qui épousa Edward Stanley (3e comte de Derby)[12],[14] ;
- Anne Howard, qui épousa John de Vere (14e comte d'Oxford)[12],[15] ;
- Catherine Howard, qui maria 1° Rhys ap Gruffydd, et 2° Henry Daubeney, 1er comte de Bridgewater ;
- Elizabeth Howard († 1536), mariée à Henry Radclyffe, 2e comte de Sussex.